# Regiunile statistice ale Sloveniei

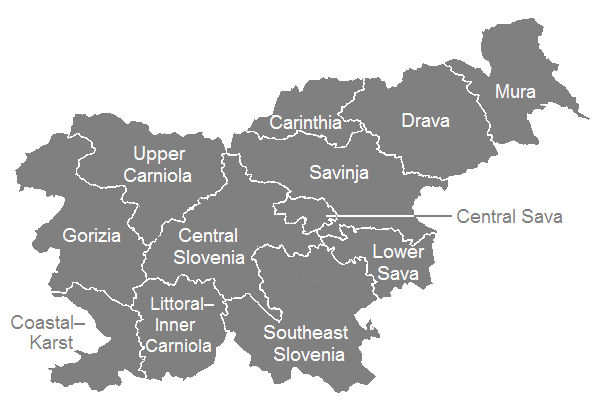
Regiunile statistice ale Sloveniei

Regiunile statistice ale Sloveniei (în slovenă: Statistične regije Slovenije) reprezintă 12 unități administrative create în anul 2000 cu scopuri juridice și statistice. Acestea sunt entități de nivelul NUTS-3 și sunt grupate în două regiuni de coeziune de nivel NUTS-2:
- Slovenia de Est (Vzhodna Slovenija - SI01), care cuprinde regiunile statistice Mura, Drava, Carinthia, Savinja, Sava Centrală, Sava de Jos, Slovenia de Sud-Est și Carniola Interior-Litoral.
- Slovenia de Vest (Zahodna Slovenija - SI02), care cuprinde regiunile statistice Slovenia Centrală, Carniola de Sus, Gorizia și Karst-Litoral.

| Regiunile statistice      | Regiunile statistice  | Regiunile statistice | Regiunile statistice | Regiunile statistice |
| Nume                      | Nume în slovenă       | Cod                  | Cel mai mare oraș    |                      |
| ------------------------- | --------------------- | -------------------- | -------------------- | -------------------- |
| Mura                      | Pomurska              | SI011                | Murska Sobota        |                      |
| Drava                     | Podravska             | SI012                | Maribor              |                      |
| Carinthia                 | Koroška               | SI013                | Slovenj Gradec       |                      |
| Savinja                   | Savinjska             | SI014                | Celje                |                      |
| Sava Centrală             | Zasavska              | SI015                | Trbovlje             |                      |
| Sava de Jos               | Posavska              | SI016                | Krško                |                      |
| Slovenia de Sud-Est       | Jugovzhodna Slovenija | SI017                | Novo Mesto           |                      |
| Carniola Interior-Litoral | Primorsko-notranjska  | SI018                | Postojna             |                      |
| Slovenia Centrală         | Osrednjeslovenska     | SI021                | Ljubljana            |                      |
| Carniola de Sus           | Gorenjska             | SI022                | Kranj                |                      |
| Gorizia                   | Goriška               | SI023                | Nova Gorica          |                      |
| Karst-Litoral             | Obalno-kraška         | SI024                | Koper                |                      |